# Hans Metzger
Hans Metzger (* 31. Mai 1879 in Egenburg (Gemeinde Pfaffenhofen an der Glonn); † 16. Dezember 1957 in München) war ein deutscher Maler.
Er wurde als Sohn des Fassmalers Max Metzger geboren und übernahm den Beruf seines Vaters, wie es damals üblich war. 1902 wurde er an der Akademie der Bildenden Künste München aufgenommen und lernte dort bei Professor Gabriel von Hackl.
Nachdem er die Akademie verlassen hatte, arbeitete er hauptsächlich als Freskenmaler. 1914 wurde Metzger einberufen und nach Frankreich geschickt, dort verlor er in Verdun das linke Bein. Seitdem ging er mit einer Beinprothese und einem Krückstock. Er musste die Arbeit als Freskenmaler aufgeben und war als Kunstmaler tätig. Häufig malte er die oberbayerische Landschaft mit ihren Schönheiten. Metzger war von 1937 bis 1943 auf sechs Großen Deutschen Kunstausstellungen in München mit Landschaftsbildern vertreten. Kontakte zu Adolf Hölzel, Hans Huber-Sulzemoos, Julius Kreis, Georg Queri, Fritz Randlkofer, Ignatius Taschner, Ludwig Thoma, Gustav Traub und Albert Weisgerber sind bekannt. Hans Metzger starb am 16. Dezember 1957 in München und wurde auf dem Ostfriedhof begraben.

## Werke
- Wandbild im 1912 erbauten Wohnhaus Pucher Straße 54 in Fürstenfeldbruck
- Museums- und Heimatverein e.V. Altomünster: Hans Metzger 1879–1957, ISBN 978-3-00-062254-0
  - Ausstellung von Werken des Malers Hans Metzger bis 31. August 2021